# Magyar Általános Gépgyár
A Magyar Általános Gépgyár (MÁG) történetének kezdetei a 19. század végére nyúlnak vissza. A Podvinecz Dániel és Heisler Vilmos által alapított, kezdetben csupán ügynöki tevékenységet folytató vállalkozásból fejlődött ki a nemzetközi terepen is helytálló gépgyár.
A gyár fennállásának évei alatt 2000 személyautót, 150 teherautót és autóbuszt, 800 repülőgépmotort, 260 repülőgépet és több mint 1000 automobilmotort gyártott le.

## Története
A Magyar Általános Gépgyár (MÁG) fennállása alatt Magyarország talán legismertebb autógyártó vállalkozásává nőtte ki magát. A kezdeti időkben talán Heisler Vilmos volt az, aki cégtársát rábeszélte arra, hogy megpróbálkozzanak egy Magyarországon eddig szinte teljesen ismeretlen újfajta közlekedési eszköz, az automobil gyártásával.
Podvinecz Dániel és Heisler Vilmos 1884. szeptember 15-én megnyitották „Gépbizományi és gépügynöki kereskedők" néven vállalkozásukat Budapesten, az V. kerületben, a Váci körút 16. III. emelet 70. szám alatt. Vidéki születésűek lévén, felfigyeltek a mezőgazdaságban, főleg a kisgazdaságokban mutatkozó gép- és alkatrészhiányra. Eleinte darálókkal és cséplőgépalkatrészekkel, hamarosan már nagyobb gépekkel is ügynököltek. Hajtószíjakat, fogaskerekeket, kisebb tengelyeket, forgácsolt alkatrészeket stb. szállítottak a hozzájuk forduló malmosoknak. Az 1890-es években a magyar kormány kiterjesztette iparfejlesztési kedvezményeit a kisiparra, a háziiparra, a szövetkezetekre is. Így 1892. május 15-én kiváltották a 12079 számú vasesztergályos és a 12080 számú gépjavító „gyári” iparigazolványukat és cégüket a VI. kerületbe, a Botond utca 7. szám alá helyezték át. A kereskedés mellett egyre inkább a maguk által elkészített új alkatrészek árusítása bizonyult jobb üzletnek. Kérésükre, hogy az alkatrészeket, vagy az általuk gyártott berendezéseket maguk is beépíthessék a malmokba, a Kereskedelmi és Váltótörvényszék, mint Cégbíróság 1895. augusztus 13-án a céget Budapesti Malomépítészet és Gépgyár néven jegyezte be. A kormány újabb iparügyi fejlesztései következtében megnőtt a motorok iránti kereslet, ami Podvinecz és Heisler figyelmét is felkeltette. Azonban Botond utcai telepük erre kicsinek bizonyult, nagyobbat kerestek, ahol gyárukat tovább bővíthetik. Így kerültek az akkor még külső Váci útra, ahol egy 3810 négyszögöles telepet vettek át, amelyet 1900. október 26-án telekkönyvileg két egyenlő részre bontva a nevükre írattak. 1901. február 14-én a VI. kerületi elöljáróság tanúsította, hogy a „Podvinecz és Heisler gyárosok a Váczi u. 141 sz. alatti gyárukban malomépítészeti áruk és gépek gyártását űzik" és március 21-től cégük már Budapesti Malomépítészet és Gépgyár, Podvinecz és Heisler néven szerepelt. Termékkínálatuk igen nagy volt, ami ugyan átlendítette őket a gazdaságilag kritikus időkön, de sorozatgyártásra nem tudtak átállni, mindent egyedileg, kézzel állítottak elő.
1904-ben a cég megvásárolta és budapesti gyárába telepítette a leesfeldi, Baden melletti automobilgyár teljes berendezését, majd hamarosan ugyancsak a Váci úti telepére került a Leesdorfer melletti leégett német Cudell autógyár megmentett készlete is.
1905 tavaszán, a II. Budapesti Nemzetközi Automobil kiállításon be is mutatta 4 üléses, fekvő mótorral, villamos gyújtással, frikcziós kikapcsolóval ellátott Phönix nevű automobilját, majd ez a Cudell-licenc alapján készült Phönix típus a Bukaresti Nemzetközi vásáron aranyérmes is lett. Ezek az első Podvinecz-Heisler féle automobilok ugyanis megtartották a Cudell cég által használt Phönix típusnevet. Az első típusok legkisebbje egy kéthengeres 10 lóerős modell volt, míg a nagyobb négyhengeres motor többféle (16/20 lóerős, 20/24 lóerős és 35/40 lóerős) változatban is megrendelhető volt. 
A kiállítás sikere ellenére a vásárlóközönség tetszését mégsem nyerték el igazán, mivel 1907. végén alig 8 darab Phönix közlekedett csak a magyar utakon.
1906-ban, a Cudell alkatrészek elfogytával, pedig felvásárolták az 1906-ban létesült, de már 1908-ban felszámolt, az akkori Osztrák–Magyar Monarchiához tartozó trieszti Alba autógyár készleteit is. Ennek kisebb, 24 (18-24) lóerős típusát személygépkocsiként, a nagyobb, Aster motorral szerelt 45 (35-40) lóerős típusát autóbusz- és teherautóként ugyancsak Phönix néven értékesítették.
1908-ban meghalt Podvinecz Dániel, halála után Heisler Vilmos egy ideig egyedül, majd 1911-től Jalsoviczky Gézával, a Budapesti Állami Felső Ipariskola nyugalmazott igazgatójával irányította a vállalatot.

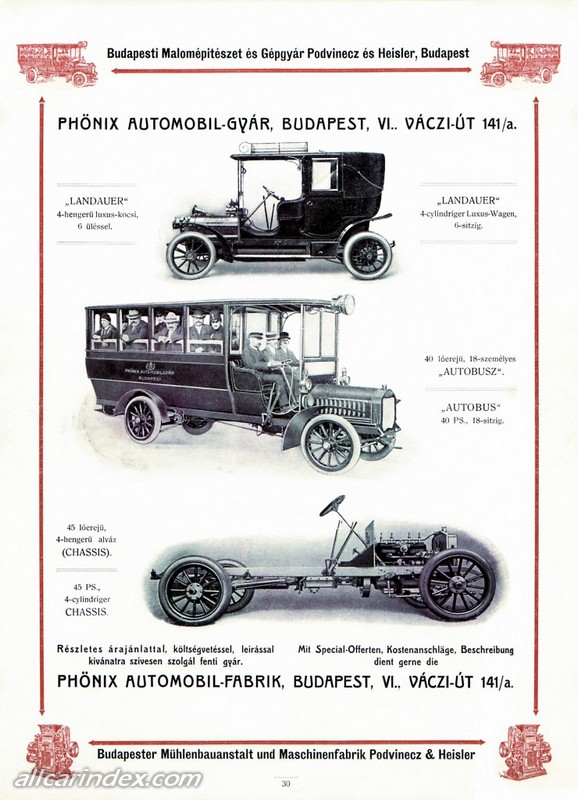
Phönix reklám, Podvinecz és Heisler 1911-es katalógusának egy lapja

1911-ben osztrák mintára a magyar Hadügyminisztérium is meghirdette a "szubvenciós teherautó" programot, amelynek értelmében a katonai követelményeknek megfelelő paraméterű teherautók vásárlói az államtól visszakapták a jármű vételárának egy részét, amiért cserébe több hadgyakorlatra is kölcsön kellett adni a teherautót (Sajnos azonban az első világháború kitörését követően járműveiket egyszerűen elkobozták tőlük). A cég bővítése érdekében Heisler is élt az államsegély lehetőségével, s egyben vállalta az államsegély feltételeit is, mely szerint az automobilgyártó üzemet teljesen különálló műhelyekben helyezik el és legkésőbb 1912. november végéig üzembe helyezik, azt rendesen üzemben tartják, és 80 munkás foglalkoztatására berendezik.
Emellett a gyár számára külön védjegyet lajstromoztatnak be, amely azonban csak Magyarországon alkalmazható. A vállalás ez utóbbi kitétele vezetett a MÁG márkanév megszületéséhez.
1912. július 4-én változtatta meg nevét a cég Magyar Általános Gépgyár Részvénytársaságra. A gyár (továbbra is a VI. kerület Váci út 141-ben) az addigi üzletágakat (malomgépek, motorok és gőzgépek gyártását) az egyes osztályok kibővítése mellett folytatta, míg az új automobilgyár újonnan berendezett külön gyártelepen kezdte meg üzemét.

### Automobil gyártás

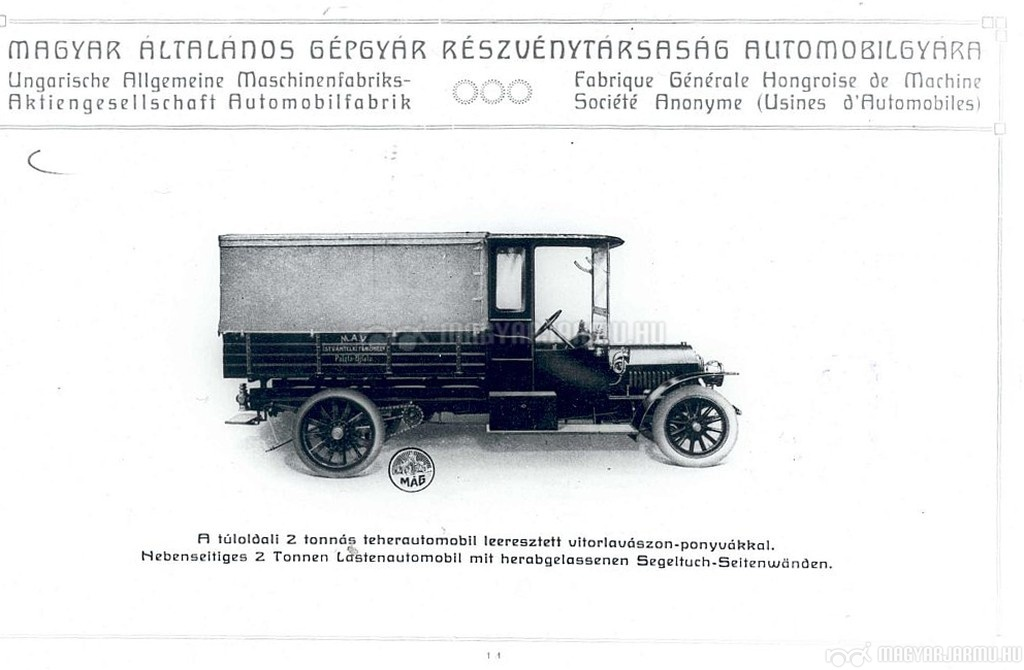
Magomobil truck 1914

Az automobilgyártás beindításához megnyerték maguknak Fejes Jenőt az aradi MARTA cégtől, akire a szerkesztési iroda irányítását bízták.
1913-ra kész lett az első, saját tervezésű 25 lóerős, háromliteres, 90/120 mm furat/löketű motorral ellátott személyautó típusuk. 
Főbb jellemzői:
- három helyen csapágyazott forgattyústengely – nagyfeszültségű Bosch gyújtómágnes – egytárcsás, száraz tengelykapcsoló – elöl-hátul félelliptikus rugókkal megvalósított felfüggesztés – faküllős vagy külön kívánságra drótküllős kerekek – Az alváz teljes hossza 4085 mm – tengelytávja 3000 mm volt.
A jól sikerült kocsiból közel 50 darabot készítettek. Természetesen csak alvázat, mert a kocsiszekrényeket más cégek építették. A személyautók mellett, – azok motorjával – a szubvenciós előírásoknak megfelelő két tonnás tehergépkocsikat is készítettek.
Az első világháború kitörését megelőző napokban emellett a posta számára is hozzáláttak egy 50 darabos levélgyűjtő kisautó sorozatgyártásához, melynek terveit még Csonka János készítette. A háború kitörése után a kocsik gyártását leállították. A már elkészült motorokat, alkatrészeket, a honvédség kívánságára kerekes és hordozható kivitelben, villamos áramfejlesztő- és más aggregátorokba építették be.

### Repülőgépgyártás

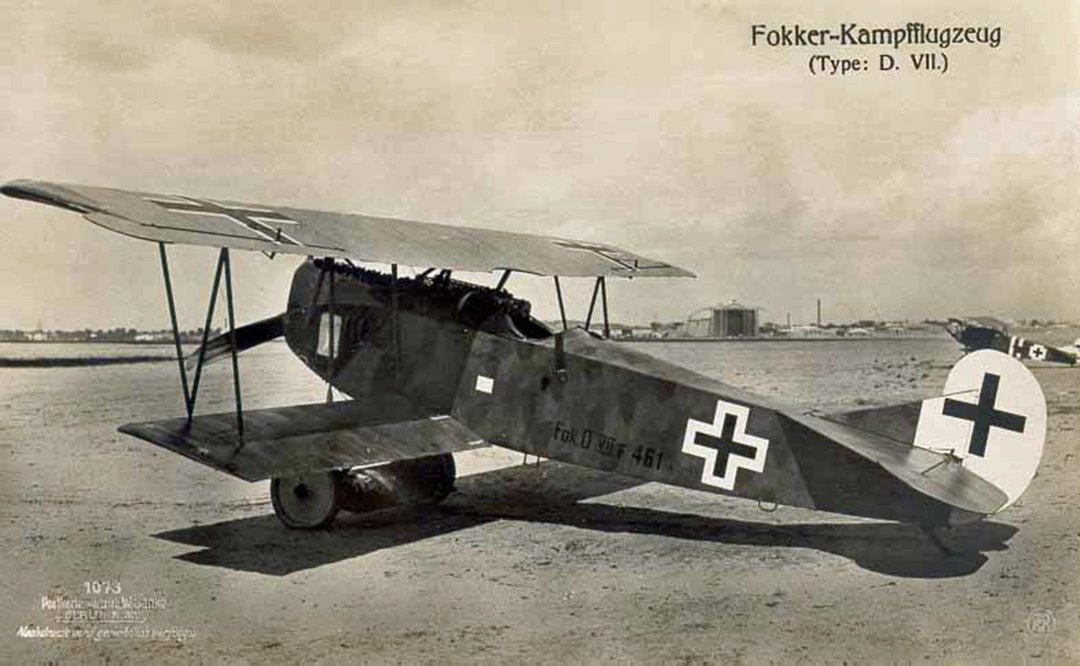
A MÁG-nál gyártott Fokker D.VII típusú repülőgép

1913-ban a MÁG Austro-Daimler licencia alapján megkezdte a repülőgép-motorok előállítását. A cég ezen tevékenysége 1915-ben vett újabb lendületet, amikor a vállalat részvénytöbbségét átvette a Magyar Általános Hitelbank és az Austro-Daimler, majd Mátyásföldön új, nagy gyártelep építésébe fogtak, mögötte repülőtérrel.
1916-ban a MÁG megvásárolta a német Fokker repülőgép dokumentációját is. A MÁG által licenc alapján gyártott Fokker D. VII típusból, melyet 1918 vége felé Austro-Daimler motorokkal szereltek, végül több mint 50 gépet gyártottak le. A gyártás a háború vége után is folytatódott.
Az első világháború végéig 260 harci repülőt és 800 repülőmotort készítettek Mátyásföldön.
Az Austro-Daimler licenc szerint gyártott MAG repülőgép motorok:
- 16501 sorozatszám alatt 150 LE, 6 hengeres
- 17801 sorozatszám alatt 160 LE, 6 hengeres
- 18601 sorozatszám alatt 185 LE, 6 hengeres
- 19501 sorozatszám alatt 200 LE, 6 hengeres
- 24001 sorozatszám alatt 225 LE, 6 hengeres

### Az első helikopter kísérletek

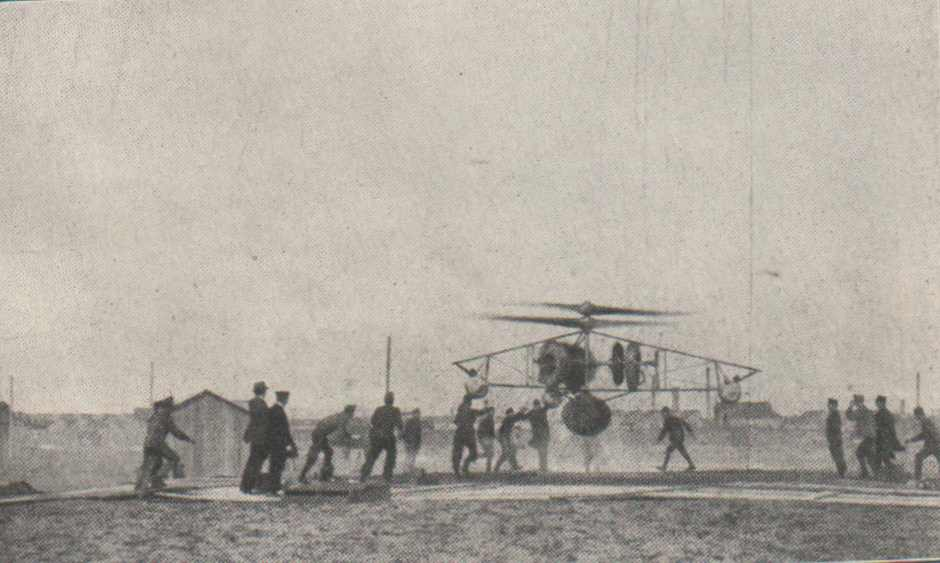
PKZ.l., az első magyar helikopter

Az első világháború kitörését követően 1916-ban Petróczy Istvánnak, az Osztrák–Magyar Monarchia hadserege őrnagyának felvetésére szóba került hogy az ellenségek megfigyelésére használatos léggömböket az akkor már a későbbi helikopterek fejlesztésén fáradozó magyar mérnökcsoport (Petróczy István, Kármán Tódor és Zsurovecz Vilmos) gépei váltsák fel. Az elgondolás pozitív fogadtatásának eredményeként a Monarchia fischamendi repülőkísérleti intézetében megkezdhették a későbbi helikopter kifejlesztését. A tervezéssel Kármán Tódort bízták meg, a kivitelezéssel pedig Zsurowecz Vilmos gépészmérnököt (a PKZ jelölést hármuk nevének kezdőbetűiből alakult: [Petróczy-Kármán-Zurovecz] kapta a típus). A helikopter működéséhez nélkülözhetetlen emelőlégcsavar vagy propeller megtervezése és elkészítése pedig a fischamendi kísérleti telep Légcsavarkísérleti Intézetét vezető Asboth Oszkár feladata lett.
1917-ben a Magyar Általános Gépgyárnál (MÁG) Mátyásföldön végül Kármán Tódor irányításával megkezdték a PKZ-1 nek elnevezett első "helikopter" kísérleti gyártását. 1918-ban készült el az első repülőképes PKZ néven ismertté vált elektro- vagy robbanómotorral üzemeltetett modell, mely az Asboth féle légcsavarral volt felszerelve. A 650 kg súlyú gép felemelkedését 2-2 190 LE-s Austro-Daimler elektromotor segítette, melyek 195 kW-os energiaszükségleteit közvetlen földi kábel összeköttetéssel oldották meg. 1918 márciusában volt az első 4 sikeres tesztrepülés, illetve emelkedés. A kísérletek folytatását azonban a motor leégése miatt fel kellett függeszteni. A gép PKZ-2 névre elnevezett változatát végül nem itt, hanem 1918 augusztusában Pestszentlőrincen, a Lipták-gépgyárban építették meg. Ez a kísérleti gép már 50 m magasba emelkedett fel, de "oldalhúzás következtében belengett" és leesve összetört.

### Az első világháború utáni évek

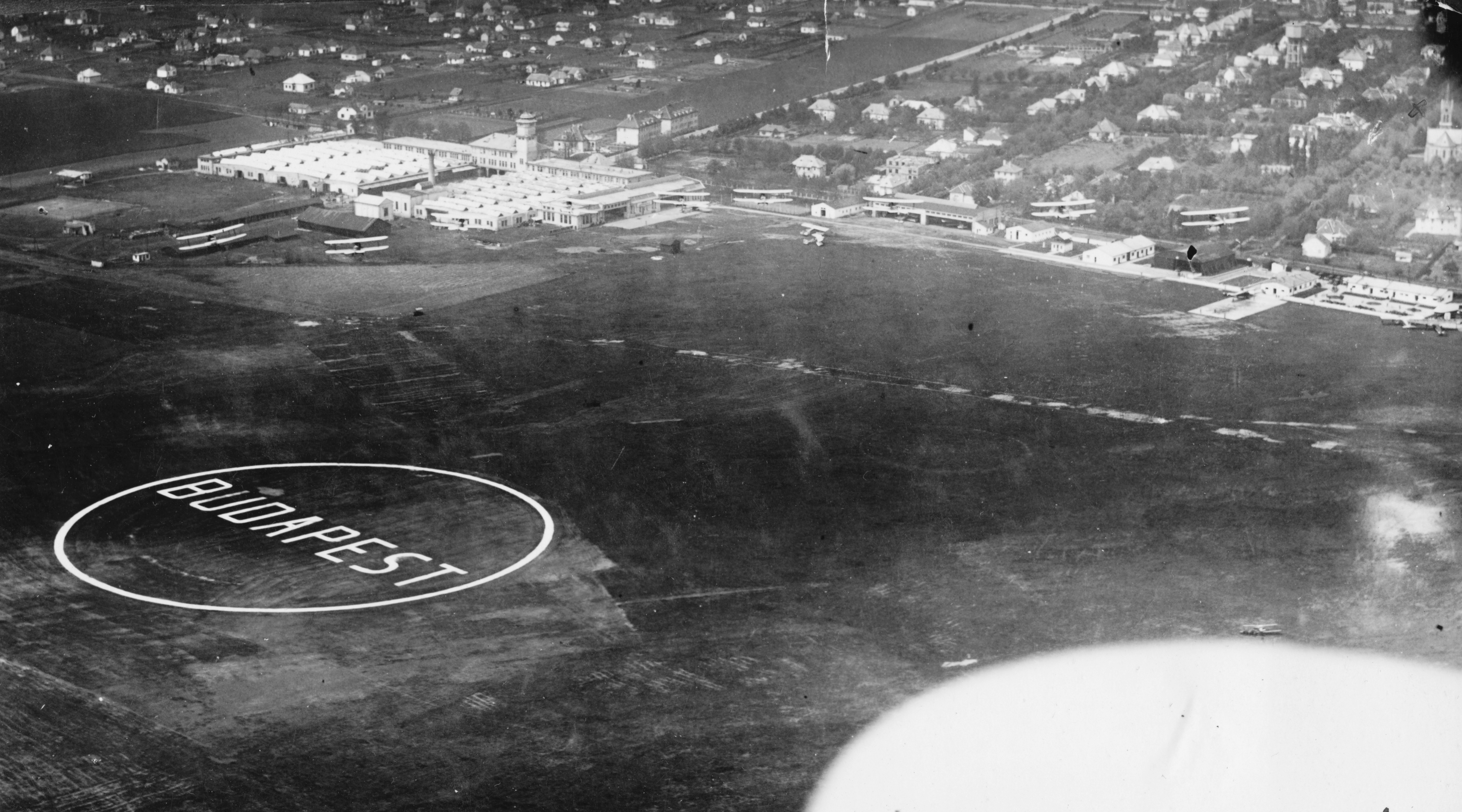
A MÁG üzeme Mátyásföld határában, mellette az akkori nemzetközi repülőtér 1933-ban Szent-Istvány Dezső pilóta képén

1920-ra teljesen felhagyta a cég régi, Váci úti telephelyét és Mátyásföldre helyezkedett át.
1922-ben az összes részvények megvételével a Magyar Fiat-művek részvénytársaságot érdekkörébe vonta.
Az első világháború után az Austro-Daimler tulajdonosának, Camillo Castiglioninak az érdekkörébe tartozó vállalatnál – mivel a repülőgépgyártást a békeszerződés következményeként folytatni nem lehetett – újra beindult az autógyártás. Ekkor a világháború előtt elkezdett postai kiskocsi megmaradt alvázait, 60/100 mm furat/löketű, 10 lóerős motorjait felhasználva, alkatrészek utángyártásával piacra hoztak egy régi-új négyüléses, egyajtós típust. A háború viszontagságait még alig kihevert országban azonban alig volt vásárlóképes kereslet, és mellette üzemanyaghiány is volt, ezért – egy 1925-ös jelentés szerint – 1923. nyarától 1924. nyaráig összesen csak 150 gépkocsi készült a MÁG üzemcsarnokában, mely mennyiséggel lehetetlen volt az üzletmenetet fenntartani, emellett a MÁG automobiljai aránytalanul drágák is voltak, mivel Amerikában egy MÁG méretű túrakocsi ekkor 850 dollárba kerül, addig az autó hazai ára 1050 dollárnak megfelelő korona volt.
A MÁG-nál 1923-ban a helyzetből való kitörési pontként egy elsősorban taxicélokra szolgáló típus kifejlesztésébe fogtak. 1924-től Böszörményi Jenő lett a MÁG műszaki igazgatója, 1931-ig. Az ő érdeme a Magomobil és Magosix nevű autómodellek sorozatgyártásának bevezetése. Az 5/15 lóerősként jelzett Magomobil, illetve a taxisokra specializálódott Magotax gyártása 1925-ben indult meg. Az egyszerű, négyhengeres motorral szerelt túrakocsikat a taxisok évtizedeken át használták, a második világháború után a budapesti taxizás is kezdetben Magotaxokkal indult meg. 1925-1926 folyamán a hazai autópiac is kezdett magához térni. A Magomobil azonban nem bizonyult versenyképesnek: 1927-ben például 2602 személygépkocsit értékesítettek hazánkban, ebből csak 148 volt MÁG gyártmányú. A MÁG ebből kifolyólag folyamatosan veszteséget termelt. Eközben Mátyásföldön amerikai mintára, és részben amerikai alkatrészekből elkészült a hathengeres Magosix is.
Az 1929-es gazdasági válság hatására a Hitelbank megkezdte a MÁG felszámolását. A raktárkészletek értékesítése a Magyar Általános Hitelbank-érdekeltségű Méray Motorkerékpárgyárra hárult. A felszámolási folyamat alatt több megmaradt Magosix alvázra a Méray cégnél készítettek felépítményt.
1933. január 10-én minden munkát beszüntettek a MÁG-ban, és elhatározták a gyártmányok, felszerelések és ingóságok értékesítését.
Az 1941. április 18-án, a záróközgyűlés befejezésével megszűnt a Magyar Általános Gépgyár Részvénytársaság.

## Üzletágak
Az egyes osztályok:
- malomgépek gyártása
- motorok gyártása
- gőzgépek gyártása
- automobilgyár (1912–1933)
- repülőgépgyár (1913–1918)

## Üzemek

### Budapest Váci út
A malomipari az alkatrészek és berendezések gyártást 1892-ben a VI. kerületi (1938-tól XIII. kerületi Botond utca 7. szám alatt kezdték meg. Hamarosan azonban ez a telep kicsinek bizonyult, nagyobbat kerestek, ahol gyárukat tovább bővíthetik. Így a századfordulón az akkor még külső Váci útra települtek. Itt, a Váci út 141. szám alatti gyárban egy 3810 négyszögöles telepet vettek át, két egyenlő részre bontva, ahol a benzinmotorokkal kiegészítve, továbbra is malomépítészeti áruk és gépek gyártását űzték, majd 1904-ben az autóipari termékek előállításával bővítették kínálatukat. Az udvarról 1910-ben saját gyártmányú magánjáró 20 lóerejű benzin üzemű lokomobil vontatta az árukat. A gépműhelyben körülbelül 100 szerszámgép, nagy hengerfúrógépek, különféle esztergapadok, csiszológépek, marógépek és fúrógépek, a gépcsarnok hátsó részében szerelő rész és kísérleti állomás voltak. Közvetlen szomszédságában a gépházban egy a gyár által készített „compound condensatios szelepes gőzgép” volt, mely az egész üzemet hajtotta. A külön álló asztalosműhelyben famegmunkáló, malmászati gépek, koptatók, hántoló- és kefélőgépek, hengerszékek, síksziták és dara- tisztítógépeknek kaptak helyet. Szintén teljesen különálló műhelyben és szervezetben építették az automobilokat, illetve gyorsjárású 4 hengeres 60 lóerős benzinmotorokat, amelyeket a gyár egy alföldi gépgyárnak szállított talajmegmunkáló gépek meghajtására. Továbbá raktárhelyiség, kárpitos, fényező és festő és kovácsműhely is volt a másfél holdas területű gyártelepen, mely már ekkor szűknek bizonyult.
1917-ben a cég a motor-, automobil- és repülőgép-gyártó üzemeit Mátyásföldre helyezte át, a külső Váci úti, gőzgépeket és malomberendezéseket előállító régi üzemeinek folytatására pedig betéti társaságot alakított, amelynek beltagja Heisler Sándor, kültagja pedig a Magyar általános gépgyár rt. lett.

### Cinkota/Mátyásföld
1914-ben a hadügyminisztérium repülőgép-motorok előállításával bízta meg a gyárat, amely cikk tekintetében 1916 végére a második helyen állt a monarchia legjobban foglalkoztatott iparvállalatai sorában, mely részvénytársaságba 1915-ben a Skoda csoport is bekapcsolódott. Így a cég 1916 januárjában Cinkota határában megvásárolta az un. erdő-öv és a Keresztúri út között fekvő 142 000 négyszögöl terjedelmű Beniczky-telket. Előbb, még abban az évben a repülőgép majd a következő évre egy, az addiginál jóval nagyobb autómobil gyárat is felépített. Az egész beruházás 5 millió koronába került (az épületék létesítésére 1,6 millió, a gépberendezésre 2,4 millió koronát fordítottak). A vállalat Cinkota községtől 15 évi pótadómentességet kért és kapott. A M. Á. G. tőkeemelésében részt vett a schwerini Fokker-féle repülőgépgyár is, mely átadta kipróbált szabadalmait és modelljeit, amik fejében megfelelő értékű részvényeket kapott.

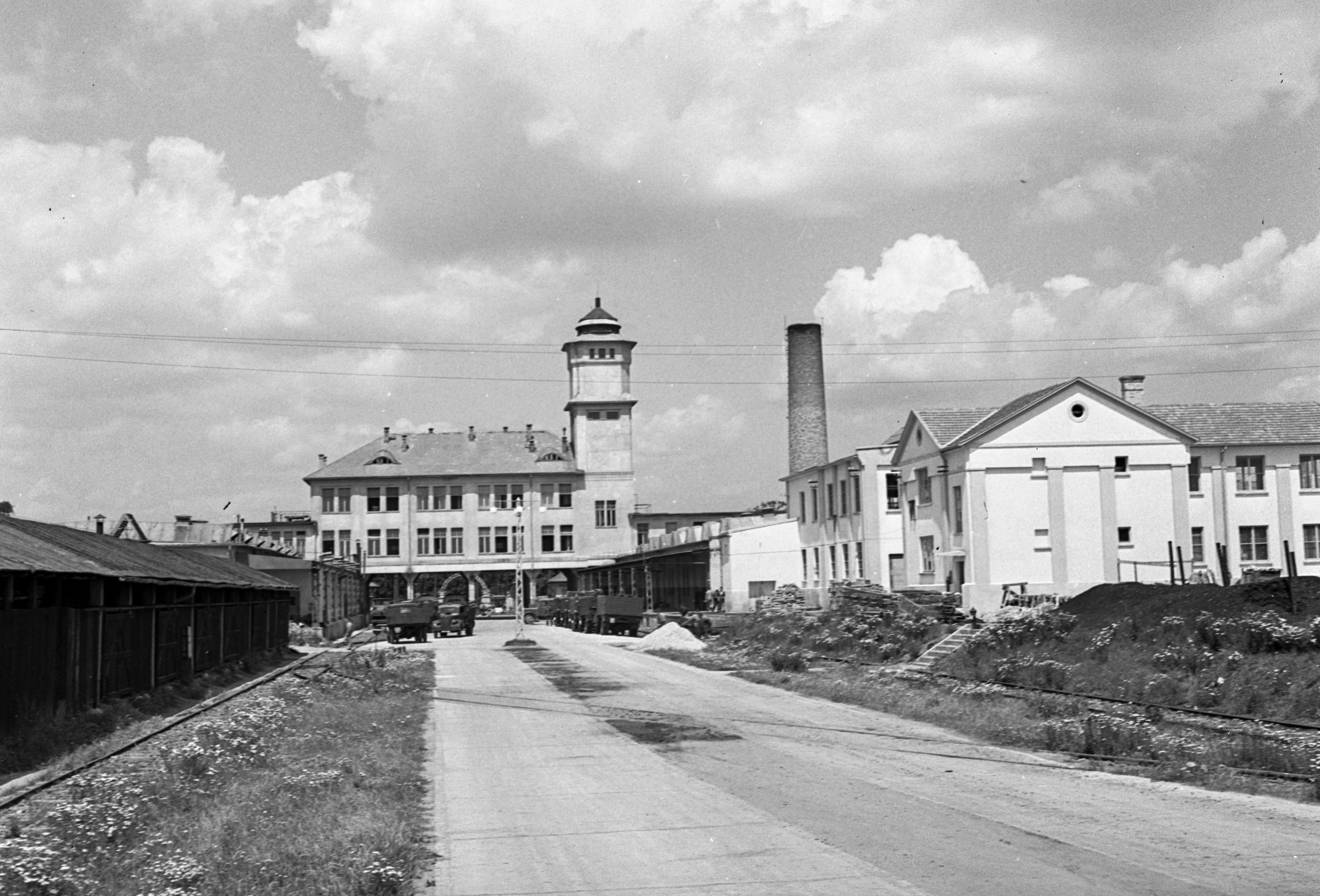
Az akkor már Magyar Királyi Honvéd gépkocsiszertár belső udvara 1943-ban

Bár Mátyásföld 1933-as önállósodását követően is egészen 1950-ig Cinkota közigazgatásához tartozott, mégis mátyásföldiként említik a területet (üzem és a repülőtér), ami az ó-mátyásföldi villatelep déli szélével határos. A Magyar Általános Gépgyár épületei – egy 39 méter magas víztoronnyal és egy 30 méteres gyárkéménnyel – 10 katasztrális holdon épültek fel.
A mátyásföldi repülőgépgyár iparvágánya a cinkotai HÉV-vonalból kiágazóan már 1916 áprilisban elkészült. A többi munka elvégzése a nyár folyamán versenytárgyalásokon dőlt el. A gyár földmunkáját Lord és Társa, építőmesteri munkáját Dávid R. és Fia, vasbetonjait Pacher István, vasmunkáit Oetl Antal, ácsmunkáit Wellisch Náthán utóda, eternit-fedését az Újlaki Téglagyár nyerte el, fölülvilágítóit Haas és Somogyi szállíthatta, fűtőberendezését Körbing B. és E., vízvezetékét és csatornázását Spitzer Salamon építette.
1917 októberében József Ferdinánd főherceg, a császári és királyi repülőcsapatok vezérfelügyelője, meglátogatta a motorgyárból, repülőgépgyárból és repülőtérből álló gyártelepet, ami az első világháború után teljesen az autógyártásra állt át. 1922-ben így írta le a Nemzeti Sport riportere az üzemet: „...belépünk a MAG telepe nagy kapuján, [...] elsősorban, utunk hát a gyár vezérigazgatói szobájába vezet. A híres német harci repülők, Bölke és Immelmann fényképei tekintenek ránk a falakról [...] Jelenleg nagyobb szériát készítünk a budapesti Taxivállalatnak, amely szintén bevezeti a kiskocsit, míg külföldről, főleg Hollandia, Lengyelország, Németország és Svédország lát el megrendelésekkel. [...] Holdönder igazgatóval és Szigeti főmérnökkel a legapróbb részletekig megszemléltük az üzemet.
Utunk először az expediálós terembe vezetett, ahol éppen tekintélyes számú alvázon végezték az utolsó simításokat [...] Naponta 1-2 kocsit állítunk ki készen, tehát egy hónapban 50-60 kocsit. [...] Ehhez véve még a számtalan agregátort, bánya- és iparvasút-motort, amit évente szállítunk [...] a géptermekbe[n...] általában kevés ember végzi a teendőket. A gyár tudniillik egészen modern alapokon dolgozik. Öt-hat gépet kezel egy munkás s a gépek teljesen automatikusan működnek, a munkásnak csak arra kell ügyelnie, hogy mikor fogy ki a megmunkálandó anyag és azt újjal helyettesíteni. Az olaj, a szappanos hűtővíz állandóan kering a gépben, anélkül, hogy emberi kezek beavatkoznának a munkába. [...] a karosszériát természetesen nem mi készítjük, s öntödénk sincsen. Mást mindent Itt készítünk s mikor a nyers anyagot a gépterembe szállítja az öntöde, akkor munkába kerülnek az egyes részletek, a legapróbbakig.
Előttünk áll a hatalmas gépterem belseje. Gyártódik a kis csavartól minden, a gép, mely egyre ontja magából a kész alkatrészt [...] Külön csiszoló gépek állanak sorban, a főtengely, a hengerek stb. részére és miután a gép elvégzi munkáját, pontos műszerek kontrollálnak mindent. [...] a szerelő termekbe[n] alvázakat szerelnek. Először a chassis a rugókat kapja meg, majd az első tengelyt. Ezután a hátsó tengelyt, a kardánnal és a differenciállal helyezik az alvázba. Ezt követi a kerekek fölszerelése, amit a sebességváltómü, majd a kormánymű követ. Ezek után felszerelik az időközben a fékpadon kontrollált motort, majd a hűtőt és kész a kocsit, mely ezután megkapja az alsó burkolatot cs megy a kipróbáló műhelybe.
A kipróbáló műhelyben benzint kap a tartály, vizet a hűtő és gumikat a kerék, majd kikerül a kocsi először a keramit útra. ahol ha minden rendben megy, jön a próbaút. Ez először rövidebb, 30-40 kilométeres túrából áll, később nagyobb, 100-200 kilométeres próba alá vetik a kocsikat. Ha most is jól működik minden, megkapja a kocsi a villamos berendezést és megy a karosszéria a gyárba.
Igen érdekes egyébként, hogy Franco-Roumain légi társulat rossz motorjait a MÁG-nál javíttatja, persze azért, mért olcsóbb neki, mint Franciaországban. Egyik teremben éppen egy 12 hengeres 360 lóerős Lorraine-Dietrich motort javítanak. Ekkor tudjuk meg, hogy a MÁG a háború utolsó félében már naponta 2 Fokkerrel lepte meg a központi hatalmakat. Ezek MÁG-Daimler motorokkal voltak fölszerelve.
Hogy teljes legyen a működő gyár képe, megemlítjük, hogy a gyár a legmesszebbmenő munkás-jóléti intézményeket állította fel. Saját gazdasága van. Naponta 25 koronáért ad kitűnő ebédet a munkásoknak és mint azt Szigeti főmérnök kijelentette, egészen amerikai szisztémával a minden ilyen kérdésben úttörő és legtökéletesebb Ford-gyárat kopirozva haladnak e téren.”
Mivel a háborút lezáró trianoni békeszerződés repülőgépipart és repülést korlátozó rendelkezései következtében az üzem repülőtere – kezdetleges építményeivel, ahol eleinte egy 470 méter hosszú és 630 méter széles terület szolgálta a légiforgalmat egy 50 x 25 méteres beton és egy 20 x 20 méteres fa hangárral, egy irodával és néhány lakóépülettel – kihasználatlan maradt, ezt követően előbb bérbe, 1926-ban pedig eladta azt az államnak, ami másfél évtizedig központi szerepet töltött be a hazai és nemzetközi légi forgalomban.
A Magyar Általános Gépgyár épületei 1927-ben körülbelül 10 katasztrális holdon helyezkedtek el. Az 1940-es évektől kezdve nyugatra, majd a repülőtér területén keletre és délre is számos további ipari létesítmény (épületek) és laktanya (később ebből lett az Újszász utca 45/b megnevezésű lakótelep), iskola, új iparvágány is létesült.